# Tamfourhill
Tamfourhill est un village résidentiel dans le Falkirk, en Écosse.